# Lo studio dei fenomeni urbani
Lo studio dei fenomeni urbani è un libro derivato dalla raccolta di due saggi di Carlo Aymonino del 1977 che ha avuto un grande successo e impatto sulla cultura architettonica ed urbanistica moderno-contemporanea. In particolare se ne approccia l'evoluzione urbanistica storica, assunta a punto di partenza per poter comprendere l'assetto della città contemporanea. Il fine è dunque creare una nuova scienza urbana attraverso l'analisi dei processi costitutivi.

## Saggio su Padova
Padova viene presa in analisi in quanto sufficientemente grande e continuativamente mutata nel corso dei secoli. Analizzando la sua morfologia in tre diverse epoche, Aymonino evidenzia come i caratteri tipologici degli edifici di maggior riferimento abbiano influenzato l'evoluzione dell'intero apparato urbano. In sostanza, l'autore evidenza come e con quale portata l'architettura influisce sull'evoluzione d'una città. A tal proposito parla di tipo indipendente - la cui forma è auto determinata e modifica l'assetto di cosa sta attorno (esempio è il Duomo di Firenze e in generale l'opera di Brunelleschi - e tipo applicato; nel secondo caso le forme architettoniche sono subordinate e dipendono direttamente dal contesto in cui vengono inserite (sono generate, non generano). 
I tre periodi analizzati per Padova sono il Medioevo (secoli nei quali luogo di lavoro e abitazione coincidono), il XIV secolo (cambiano le tipologie abitative e la città annette la campagna) e infine il Settecento, secolo nel quale ogni spazio libero della città viene riempito da abitazioni. Mezzo per analizzare questi periodi è come detto lo studio del tipo in relazione all'utenza.
Aymonino sul finale indica pure lo spartiacque tra la città antica e quella moderna, che è il superamento delle mura cittadine (coi viali nel medioevo e con interi quartieri per il periodo rinascimentale). Altri criteri per definire una città "moderna" sono inoltre la speculazione capitalista, i tipi precostituiti (esempio gli ospedali, riconoscibili architettonicamente da tutti), il razionalismo del sistema viario e infine la nascita di parchi pubblici e stazioni. Aymonino parla anche di cosa succede quando si abbattono le mura: si crea un nuovo ordine di infrastrutture (architettoniche) formalmente indipendenti e mediamente di minor qualità. Inutile aggiungere che la speculazione edilizia di fatto viene indicata come elemento determinante per il calo della qualità del manufatto architettonico.

### Saggio su Vienna e Parigi
In questo caso lo scopo dell'autore è quello di capire i mutamenti di Vienna e Parigi dopo che sono divenute delle Capitali, e in particolare di evidenziare quanto e come hanno influenzato l'evoluzione delle altre città dei rispettivi stati.